# Commensacq
Commensacq (gaskonsko Comensac) je naselje in občina v francoskem departmaju Landes regije Akvitanije. Naselje je leta 2009 imelo 399 prebivalcev.

## Geografija
Kraj leži v pokrajini Gaskonji znotraj naravnega regijskega parka Landes de Gascogne, 47 km severozahodno od Mont-de-Marsana.

## Uprava
Občina Commensacq skupaj s sosednjimi občinami Escource, Labouheyre, Lüe, Luglon, Sabres, Solférino in Trensacq sestavlja kanton Sabres s sedežem v Sabresu. Kanton je sestavni del okrožja Mont-de-Marsan.

## Zanimivosti
- cerkev sv. Martina,
- vodnjak sv. Kviterije.